# 牧本村
牧本村（まきもとむら）は福島県岩瀬郡にかつて存在した村である。

## 地理
- 現在の天栄村の東部に位置する。
- 村域の山がちな地形である。

## 歴史

### 村域の変遷
- 1889年（明治22年）4月1日 - 町村制施行により、牧之内村・下松本村・上松本村が合併し岩瀬郡牧本村が発足。
- 1955年（昭和30年）3月31日 - 牧本村は湯本村・大里村と広戸村の一部（飯豊・白子・小川と柿之内・高林の各一部）とともに合併して天栄村が発足。牧本村は消滅。

変遷表
| 1868年 以前 | 1868年 以前 | 明治22年 4月1日 | 昭和30年 3月31日 | 現在   |
| ----------- | ----------- | --------------- | ---------------- | ------ |
|             | 牧之内村    | 牧本村          | 天栄村           | 天栄村 |
|             | 下松本村    | 牧本村          | 天栄村           | 天栄村 |
|             | 上松本村    | 牧本村          | 天栄村           | 天栄村 |

## 大字
- 牧之内（まきのうち）
- 下松本（しもまつもと）
- 上松本（かみまつもと）

## 人口・世帯

### 人口
総数 [単位： 人]
| 1891年（明治24年） | 1,897 |
| 1920年（大正 9年） | 2,640 |
| 1947年（昭和22年） | 3,372 |

### 世帯
総数 [単位： 世帯]
| 1920年（大正 9年） | 455 |
| 1947年（昭和22年） | 537 |